# Perpetua
Svatá Perpetua (lat. Perpetua) byla křesťanská mučednice. Byla 7. března 203 (případně 202) předhozena šelmám v cirku. Jak se dozvídáme ze spisu Passio sanctarum Perpetuae et Felicitatis, bylo jí tehdy asi 22 let. Pocházela z dobré rodiny, měla vynikající vzdělání, byla vznešeně provdána a měla právě kojence.
Jiným vyprávěním o jejím osudu jsou Acta brevia Sanctarum Perpetuae et Felicitatis.
Byla zatčena spolu se skupinou křesťanů a po nějaké době ve vězení byli na císařovy narozeniny předhozeni šelmám v cirku. Perpetua s Felicitou byly předhozeny rozdivočelé krávě, která je však jen porazila, ale nezabila. Perpetua tedy byla dobita nezkušeným gladiátorem, který ji nebyl s to zabít, takže musela sama navést jeho meč na své hrdlo.
Římskokatolická církev si připomíná její památku spolu se svatou Felicitou (její otrokyní, společně v Kartágu umučenou) v den jejich smrti, 7. března.
Jiná svatá Perpetua byla Římanka, pokřtěná apoštolem Petrem. Zemřela přirozenou smrtí.